# Ecksteifigkeit
Ecksteifigkeit (oder ecksteife Verbindung) ist ein für eckförmige Verbindungen von Stäben oder stabförmigen Bauteilen im Maschinenbau gebrauchter Begriff, mit dem die von der Gestaltung einer Ecke abhängige Biegesteifigkeit des Verbundes beschrieben wird.
Weil die Biegebelastung oft in der Ecke oder nahe der Ecke maximal ist, hat deren Gestaltung besondere Bedeutung. Unter diesen Umständen ist zusätzlich auch die Gestaltung der Nachbarbereiche betroffen, und der Begriff Ecksteifigkeit ist nicht eng auf die Ecke bezogen.
Der allgemeinere Begriff Biegesteifigkeit bezeichnet eine physikalische Größe, der ein Wert zugeordnet werden kann. Beim geraden Balken ist es das Produkt {\displaystyle E\cdot I} mit dem Elastizitätsmodul {\displaystyle E} des Balkenwerkstoffs und dem Flächenträgheitsmoment {\displaystyle I} an der betrachteten Balkenstelle. Der zusätzliche Begriff der Ecksteifigkeit kann i. d. R. nur qualitativ gebraucht werden, z. B. mit der Aussage, dass sie durch verschiedenste konstruktive Maßnahmen, nach deren Durchführung i. d. R. die Eck-Stelle in einem größeren materiellen System aufgegangen ist, vergrößert wird.
Ein geknickter Balken ohne versteifende Maßnahmen an der Ecke kann in Näherung wie zwei gerade Balken nach den Regeln einer in der Baustatik vorgenommenen Modellanpassung, die unter dem Arbeits-Begriff biegesteife Ecke bekannt ist, behandelt werden. Für die Festigkeits- und Verformungsrechnung von großräumig ecksteif gestalteten Verbindungen bedient man sich aufwändigerer Modelle, z. B. der Finite-Elemente-Methode.

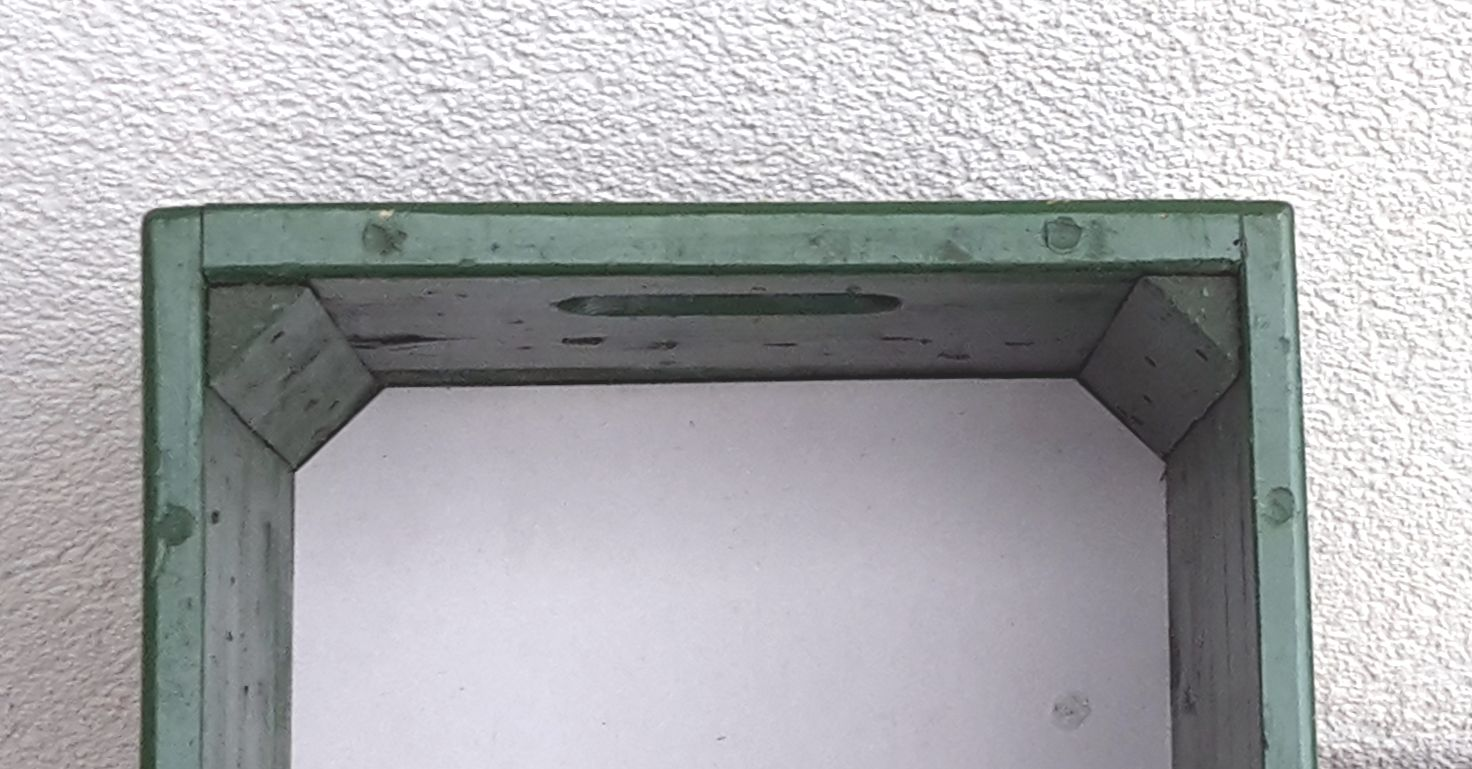
Rechteckiger Rahmen aus Holz; Holzverbindung als einfacher Stoß in den Ecken mittels zusätzlicher Leisten etwas ecksteifer gestaltet.
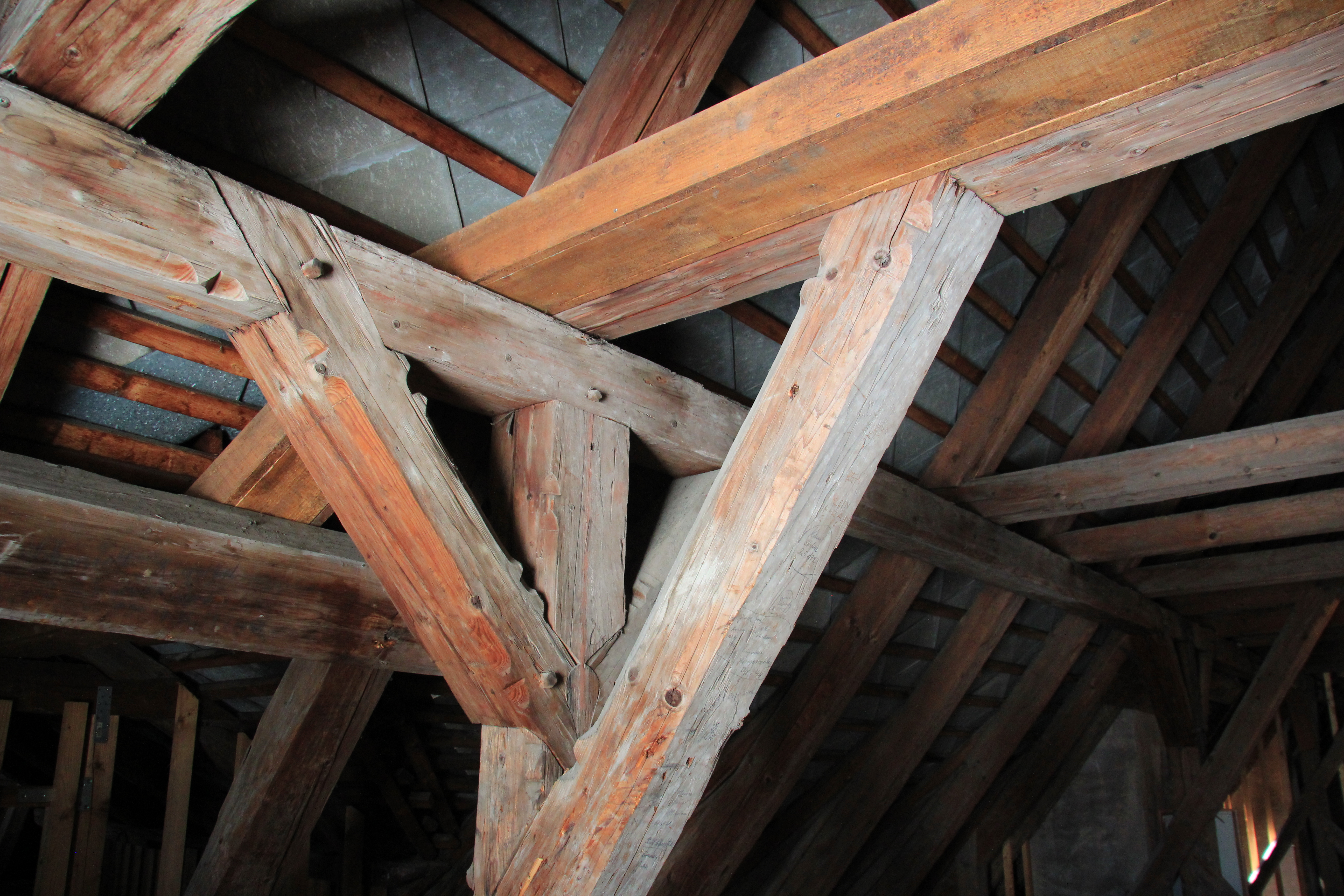
Hölzerner Dachstuhl; Kopfbänder zur Eckversteifung der Verbindungen Ständer-Querbalken und Ständer-Pfette.
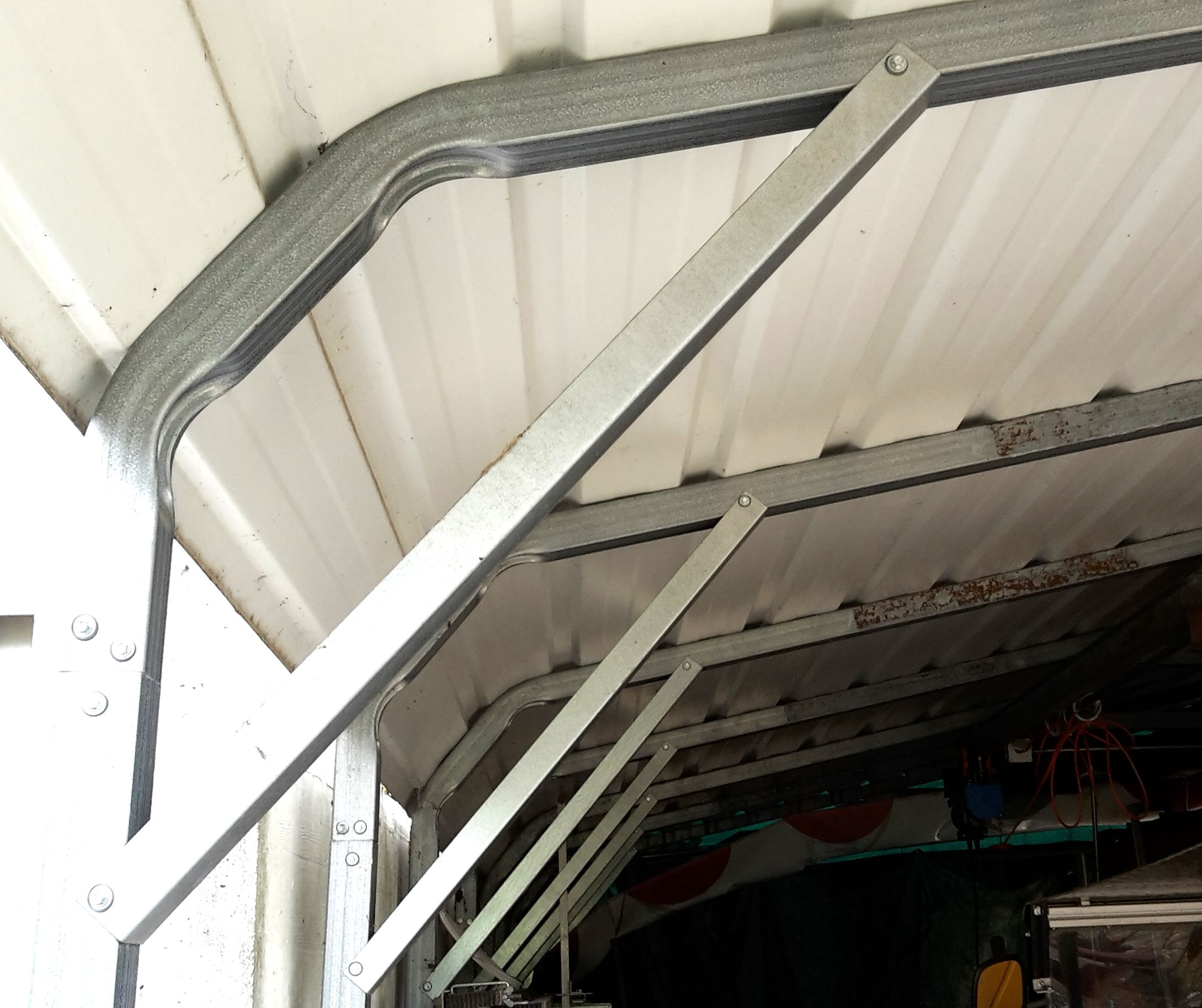
Metallisches Tragwerk eines Schuppens; durch Strebe versteifte Eckverbindung zwischen Ständer und Sparren.
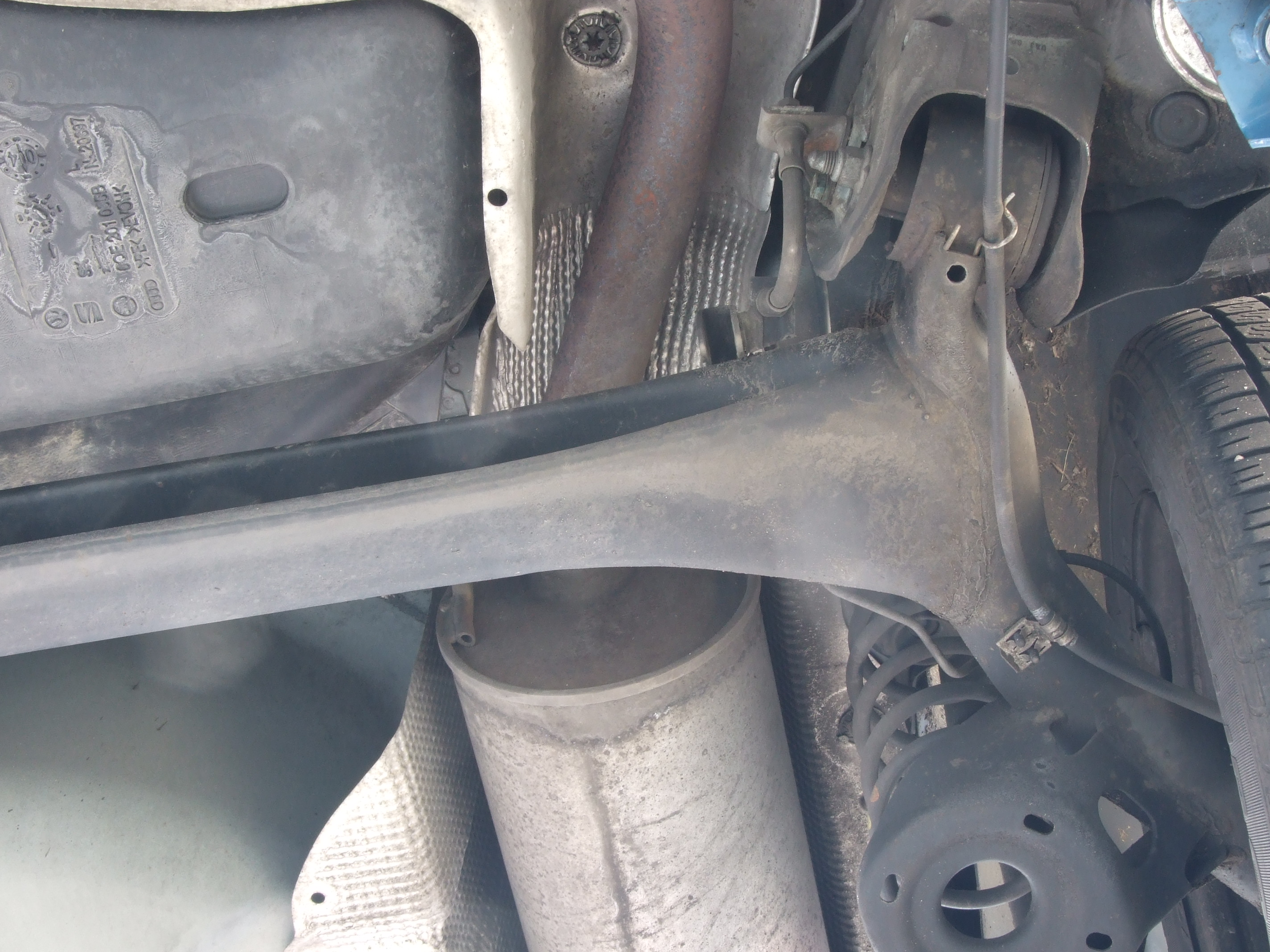
PKW-Hinterachse; radtragende Schwinge mit Querbalken verschweißt; breites Balkenende für Eckversteifung.
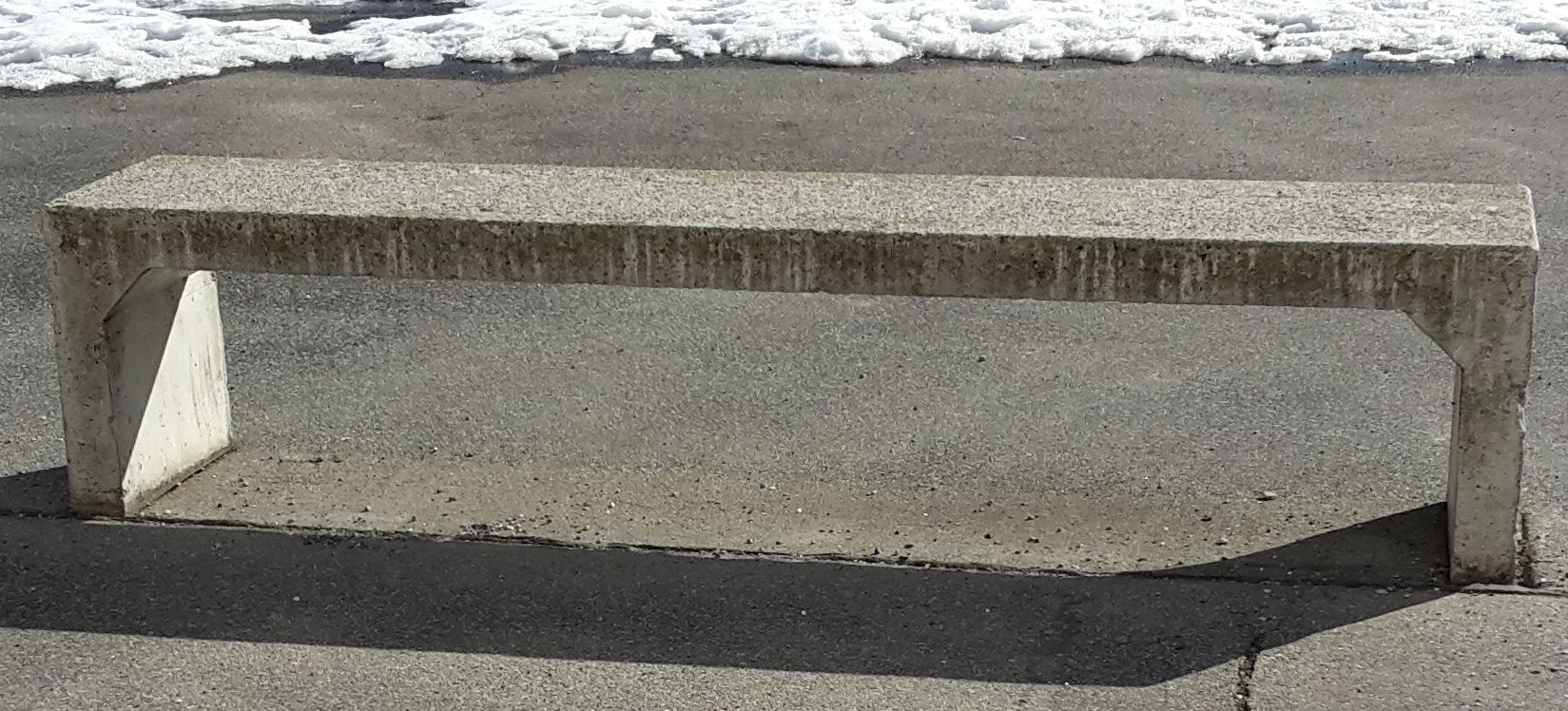
Beton-Sitzbank; die wegen Fertigung „in einem Guss“ bereits höhere Ecksteifigkeit hat; mit kleinen Vouten weiter vergrößert (Querschnittsvergrößerung).